# Рамач, Михаил Юрьевич
Михаил Юрьевич Рамач (16 августа 1951 — 13 мая 2023) — сербский и русинский журналист, переводчик, поэт, телесценарист.

## Биография
Родился 16 августа 1951 года в городе Руски-Крстур (Югославия).
Получил специальность историка на философском факультете в Нови-Саде. В течение трёх лет учился в Украинской малой семинарии в Риме.
Профессиональный журналист с 1975 года. С 1999 года был постоянным обозревателем сербской газеты «Данас», впоследствии — её главный редактор (февраль 2006—2009). Был главным редактором ежедневных изданий «Наша борба» и «Войводина». Постоянный корреспондент Радио «Свобода» (с 1998 года) и агентства Укринформ.
Лауреат литературных и журналистских премий имени Светозара Милетича (за книжку политических эссе на сербском языке «По ту сторону грёз»), Светозара Марковича и Станислава Сташа Маринковича (2002). По случаю 15-й годовщины независимости Украины в 2006 году награждён орденом князя Ярослава Мудрого V степени.
Владел русинским, сербским, английским, итальянским, украинским, польским, словацким, переводил с латыни и древнегреческого. Публиковался в периодических изданиях на сербском и украинском языках; переводил и писал стихи на русинском.
Автор трёх книг — политических эссе про Югославию и Сербию, шести поэтических книг (среди них сборник стихов для детей «Либретто за одно лето», «Сказка о скрипаче и скрипке» и «Сорванец между звёздами»), переводов на русинский язык произведений Т. Шевченко, И. Франко, Леси Украинки, М. Рыльского, О. Гончара, В. Сосюры, П. Тычины и других украинских писателей.
Член Национального союза писателей Украины. Жил и работал в Сербии.
Умер Михаил Рамач 13 мая 2023 года, о смерти сообщила его дочь, Анамария Рамач-Фурман.